# Karl Immanuel Nitzsch

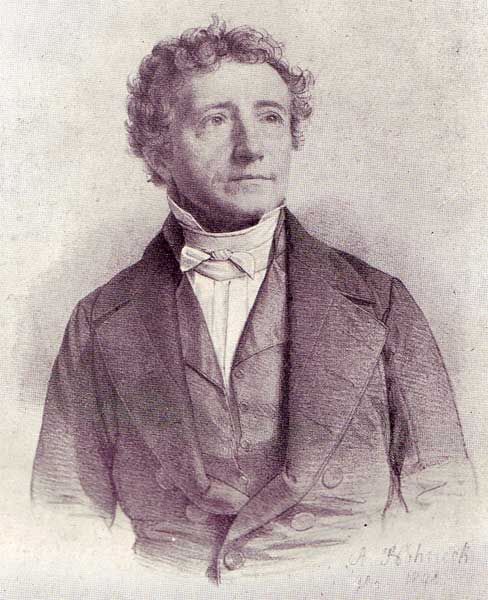
Karl Immanuel Nitzsch.

Karl Immanuel Nitzsch, född den 21 september 1787, död den 21 augusti 1868, var en tysk protestantisk teolog, son till Karl Ludwig Nitzsch, bror till Christian Ludwig och Gregor Wilhelm Nitzsch, far till Friedrich August Berthold Nitzsch.
Nitzsch var professor i Bonn sedan 1822, i Berlin sedan 1847 samt 1848-66 tillika medlem av preussiska överkyrkorådet och från 1855 prost vid S:t Nikolaikyrkan i Berlin. 
Bonn-tiden betecknade höjdpunkten i hans liv; han stod då som ledare och förkämpe för den tyska
förmedlingsteologin i vetenskap och kyrka och för den "evangeliska unionens" sak. Dennas talan fick han särskilt föra på generalsynoden i Berlin 1846, hans livs viktigaste epok. 
Berlin-tiden blev under ogynnsamma yttre förhållanden en tid av starkare bitterhet och sjunkande inflytande, varunder han dock aldrig förlorade karaktärens storhet. Hans teologi var inspirerad av Schleiermacher, men än starkare teistiskt orienterad och allt igenom självständig. 
Den hos fadern förefintliga resten av rationalism övervann han fullständigt; uppenbarelsen är för honom inte i första hand något begreppsmässigt, utan ett Guds handlande i historien, ett faktum. Bibelkritiken erkände han från sin historiska synpunkt. 
Han var efter Schleiermacher den förste, som gav den praktiska teologin systematiskt vetenskaplig form, med rikt innehåll. Hans förnämsta arbeten är System der christlichen lehre (1829; 6:e upplagan 1851), en sammanfattning av den heliga skrifts såväl etiska som dogmatiska innehåll, och Praktische theologie (3 band, 1847-67; register 1872). 